# فلر فریمورک
فلر فریمورک (به انگلیسی Flare Framework) یک چارچوب متن باز پی اچ پی (PHP) است که توسط سجاد افتخاری (Sajjad Eftekhari)، برای توسعه نرم‌افزارهای وب بر پایه معماری مدل-نما-کنترل‌گر (MVC) و بسته‌های(packages) آمادهٔ طراحی شده است و برای طراحی دیتابیس و مدیریت کدهای بک‌اند استفاده می‌شود.

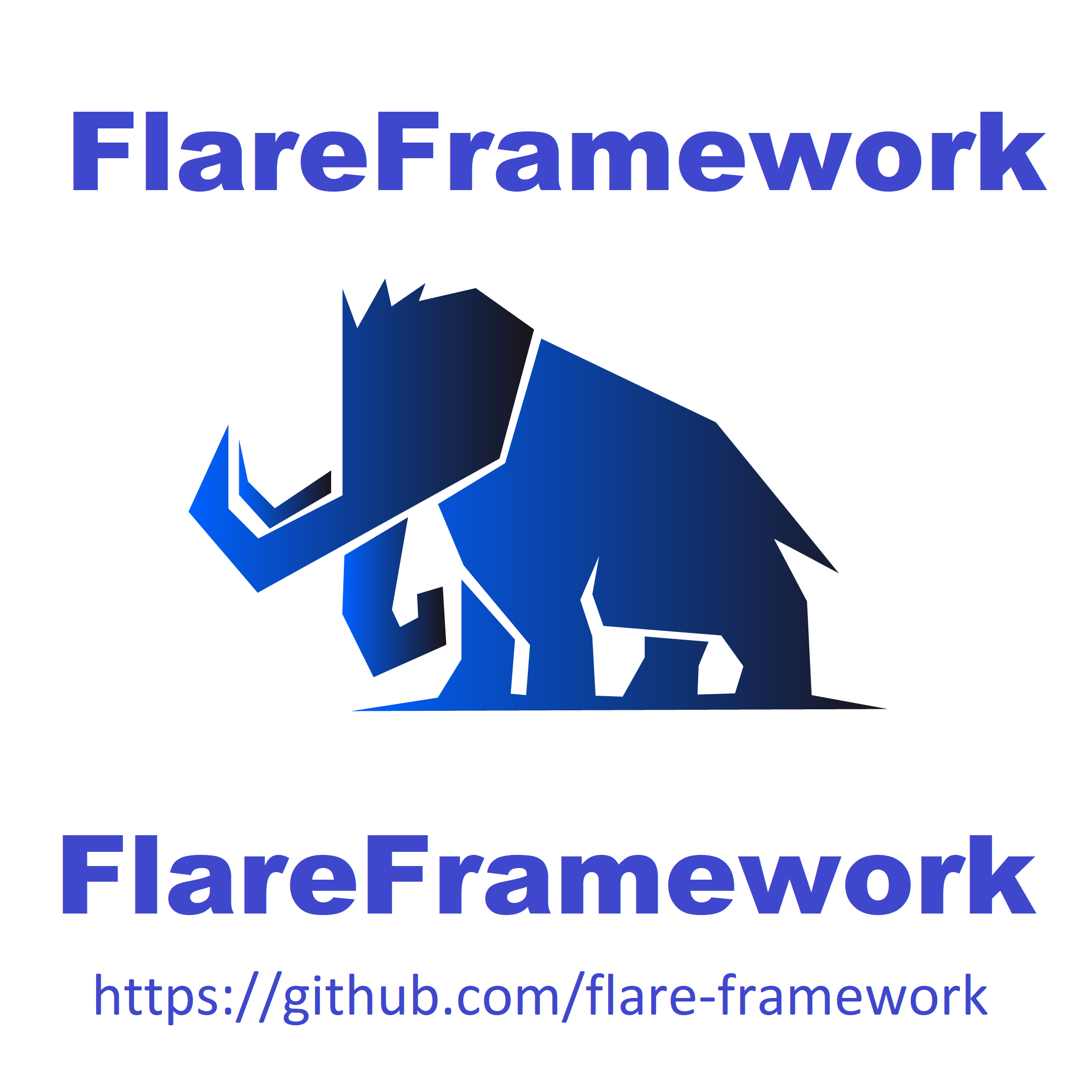
لوگو فلر فریمورک

کدهای باز فلر بر روی گیت‌هاب میزبانی می‌شود و تحت لیسانس MIT ارائه شده است.«Flare Framework on GitHub».

## تاریخچه فلر فریمورک
سجاد افتخاری سازنده این فریمورک به دنبال ایجاد فریمورکی کم حجم و نزدیک به اصول کد نویسی php خام داشت و همچنین میخواست چهارچوبی ایجاد کند که قابل ویرایش و شخصی سازی باشد و کمترین وابستگی را به پکیج ها داشته باشد برای همین این فریمورک را ایجاد کرد.
نسحه اول این فرمیورک در Oct 27, 2021 ایجاد شد و تا کنون 7 نسخه از ان ساخته شده است و اخرین نسخه ان December 22, 2024‎ منتشر شده است و از ویژگی های زیر استفاده میکند.«Flare Framework on LinkedIn».

## ویژگی‌های فلر فریمورک
استفاده از بسته‌های نرم‌افزاری از زمان فلر نسخه 1 فراهم شد. با این ویژگی می‌توان به راحتی اپلیکیشن‌های تجاری را به وجود آورد. 
از نسخه 1 سیستم composer به فلراضافه شد. کامپوزر سیستم مدیریت پکیچ‌ها برای زبان پی‌اچ‌پی می‌باشد که به صورت درونی در فلر قراره داده شده است.
ORM نقشه ارتباط بین اشیا: یک ویژگی پیشرفته پیاده‌سازی شده از پی‌اچ‌پی برای الگوی فعالیت رکوردها در بانک اطلاعاتی است.
ساخت کوئری: از نسخه فلر 1 به وجود آمد؛ که امکان دسترسی مستقیم به ORMها را می‌داد. به جای تایپ مستقیم کوئری‌های اس‌کیوال فلر این امکان را می‌دهد تا کوئری‌ها با برنامه تر ساخته شوند و برای استفاده‌های مجدد ذخیره‌سازی گردند.
مسیریابی بازگشتی که رابطه بین لینک‌ها و مسیرها را تعریف می‌کند.
میان افزار (Middleware): میان افزارها امکان فیلتر کردن درخواست‌های HTTP ورودی به یک برنامه را فراهم می‌کنند. آن‌ها می‌توانند برای وظایف مختلفی مانند احراز هویت، ثبت وقایع (لاگینگ) و مدیریت هدرهای CORS استفاده شوند.که افت و خیز هایی به همراه داشت و در بعضی نسخه ها به صورت کامل حذف شد و در اخرین نسخه ان دوباره اضافه شد.
موتور قالب Latte که به راحتی چند تا از مدل‌های داده‌ای را با محصول نهایی ویو ترکیب می‌کند.
فلر یک فریم ورک MVC است
از اولین نسخه این چارچوب نرم‌افزاری امکان بهره‌مندی از چارچوب‌های ویو جی‌اس، بوتسترپ و… در لایه view فراهم شده بود.«flare-framework/Flare». Flare framework. ۲۰۲۴-۱۲-۲۲. دریافت‌شده در ۲۰۲۵-۰۱-۰۵.

## خط فرمان
برنامه های فلر فریمورک از خط فرمان پشتیبانی میکنند و به راحتی و بدون هیچ وابستگی میتوان انواع اسکریپت ها با ان ایجاد کرد.

## چرخه انتشار فلر فریمورک
ورژن فعلی Flare Framework 4.4.0